# Borgoe (rum)
Borgoe rum is een stevige, pure rum met lichte tonen van hout en karamel die op traditionele Surinaamse wijze wordt gemaakt. Deze drank wordt gebruikt als basis voor cocktails, maar kan ook 'on the rocks' gedronken worden.
In 1966 werd het Surinaamse bedrijf Suriname Alcoholic Beverages N.V. (SAB) opgericht, dat sinds 1989 het suikerriet van de Mariënburgplantage gebruikt voor het destilleren van rum. Dit bedrijf is verantwoordelijk voor de productie van onder andere Borgoe rum, Mariënburg Rum en Black Cat rum.

## Soorten
- Borgoe Gold
- Borgoe Extra
- Borgoe Grand Reserva (8 jaar)